# 焼きカレー

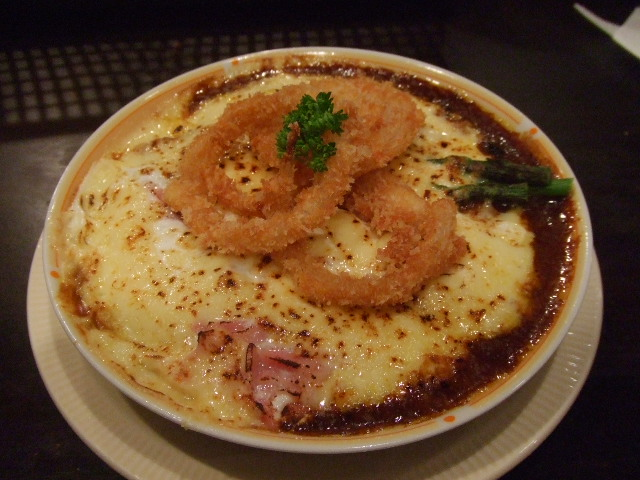
焼きカレーの一例。門司港レトロ地区の「こがねむし」のもの

焼きカレー（やきカレー）とは、米飯の上にカレーソースとチーズなどをのせ、オーブンで焼いたカレーライスの一種である。

## 歴史
焼きカレーの始まりは昭和30年代の福岡県北九州市門司港の栄町銀天街にあった「山田屋」という和食店（後年に閉店）。土鍋にカレーを注いでグラタン・ドリア風にオーブンで焼いたところ、実に香ばしく、美味しく仕上がったので、のちに店のメニューとして出し、好評であったという逸話が残っている。
門司港は九州の最北端に位置し、明治から戦前にかけて国際貿易港として繁栄した港町であるうえ、洋食文化がいち早く発達したことから、焼きカレーなどのハイカラメニューが誕生して手軽に作ることができたため、家庭料理としても広まっていったようである。現在でも30店舗以上のお店で焼きカレーが提供され、門司港の名物料理として親しまれて「焼きカレーMAP」が作成されるほど、ご当地グルメとして定着している。また、市内全体にも提供する店や専門店があり、地元宅配ピザチェーンでも取り扱うなど広がりをみせているほか、地元食としても親しまれている。

## 特徴
門司港で提供されている「焼きカレー」について、特に決められた定義はないが、オーソドックスな形状は「ごはんの上にカレーをかけ、チーズと玉子をのせてオーブンで焼く」というものである。しかし、お店によって玉子がのっていないものもあるため、少なくとも
1. 「カレーとチーズがかかっていること」
2. 「焼いていること」

2条件が揃っていれば「焼きカレー」と呼んでいるようである。
店舗によって、提供される焼きカレーは形状、味、見た目ともまったく異なり、実にバラエティ豊か。ごはんひとつをとっても、白ご飯・バターライス・ドライカレーなどで分かれる。さらにルーはビーフ系かシーフード系か、濃さや辛さなども異なり、玉子の有無、かかっているチーズの量や種類などもさまざま。トッピングに関門海峡の味覚「ふぐ」や「たこ」が載っているお店もあるなど、各店趣向を凝らした「焼きカレー」が提供されている。

## 門司港焼きカレー倶楽部
2007年3月には、門司港の焼きカレー提供店によって、焼きカレーによる観光振興と地域の活性化を目的とする団体「門司港焼きカレー倶楽部」が設立された。焼きカレーをテーマとしたイベントの実施やPRなど様々な活動を行なっているほか「門司港焼きカレーロゴマーク」を商標登録し、焼きカレーの普及とブランド化に取り組んでいる。
- 2007年
  - 7月 「門司港焼きカレーフェア〔スタンプラリー〕」焼きカレー提供店25店舗が参加し、集めたスタンプ数毎に賞品をプレゼントするイベントを2ヶ月間にわたり開催
  - 9月 RKK熊本放送「LONG LIFE 2007」イベントへの出店
  - 10月 「ひろしまフードフェスティバル」への出店
  - 11月 「よこすかカレーフェスティバル」への出店

## 紹介された番組
- 2006年12月から2007年2月の期間にウェブ上で開催された「じゃらん×ワッチミー!TVコラボ企画・B級ご当地グルメグランプリ」では「焼きカレー」が2位にランクインするなど、全国的にも注目を集めている。
- 2008年12月5日のフジテレビ系『一攫千金!日本ルー列島これが国民の声だ!ニッポン知識王決定戦!』では、「上戸彩&上地雄輔が日本一美味しいとお勧めする絶品グルメは何県のもの?」といった問題が出され、上戸の人生最後の日に食べたいものとして、門司港の焼きカレー「BEAR FRUITS」が紹介された。

## 商品
レトルト焼きカレーや冷凍食品などが販売されている。
- 永谷園「こんがり焼きカレー」 - 「なすと挽き肉」、「チキンとトマト」の2種類の味を全国発売（現在なし）
- ニチレイフーズ：冷凍食品「焼きカレー（2個入り）」を全国発売（現在なし）
- 株式会社 丸ふじ：レトルト食品 門司港焼きカレー倶楽部公認「門司港発祥 焼きカレー」発売中
- 伽哩本舗：レトルト食品 門司港焼きカレー倶楽部公認「伽哩本舗の焼きカレー」発売中
- 日本水産株式会社：冷凍食品「門司港ホテル監修 焼きカレー」発売中
- 門司港ホテル：レトルト食品 門司港焼きカレー倶楽部公認「門司港レトロ焼きカレー」発売中

## 特許
焼きカレーの特定のレシピには特許取得されたものがある（特許第2691213号）。この特許は1988年に出願されたものであり現在では消滅している。